# 富原橋
富原橋（とみはらばし）は静岡県富士市と富士宮市間を結ぶ富士川に架かる橋である。

## 概要
旧松野村（富士川町を経て現在は富士市）と旧芝富村（富原村、芝川町を経て現在は富士宮市）の間に富士川があり、渡河する為には渡し船を利用していたが、ひとたび増水すると利用できなかった。元々駿州往還岩淵・由比ルート上にあったうえ1915年（大正4年）に身延線が芝富村まで延伸し、芝川駅が開業すると松野村の住民も芝川駅を利用することから早期架橋が叫ばれていた。
最初の橋は1930年（昭和5年）に吊り橋として架橋され、富士川の増水に関係なく渡河することができるようになったが、車一台が通るのがやっとであり、さらに吊り橋の不安定さから車が通るたびに揺れるなど住人は恐怖を感じながら橋を渡っていた。
そのため戦後丈夫な橋に架け替えられることになり、1955年（昭和30年）に現在のトラス橋が竣工。それまで使われていた吊り橋は撤去されたが、松野側の橋脚の一部が現在も残されている。

## 諸元
- 全長:200m
- 幅員:6m（片側1車線、往復2車線）
- 歩道がなく、大型車の往来が多いので注意が必要。